# Баликликульська сільська рада
Баликлику́льська сільська рада (рос. Балыклыкульский сельский совет) — муніципальне утворення у складі Аургазинського району Башкортостану, Росія. Адміністративний центр — присілок Баликликуль.

## Населення
Населення — 1055 осіб (2019, 1312 в 2010, 1279 в 2002).

## Склад
До складу поселення входять такі населені пункти:
| Населений пункт       | Населення, осіб (2002) | Населення, осіб (2010) |
| --------------------- | ---------------------- | ---------------------- |
| Амзя, присілок        | 76                     | 78                     |
| Байкал, присілок      | 66                     | 53                     |
| Баликликуль, присілок | 458                    | 417                    |
| Наумкино, присілок    | 600                    | 699                    |
| Чишма, присілок       | 79                     | 65                     |